# Hiszpańskie Indie Wschodnie
Hiszpańskie Indie Wschodnie (hiszp. Indias Orientales Españolas, filipiński Silangang Indiyas ng Espanya) – terytorium będące hiszpańską kolonią w południowo-wschodniej Azji i na Pacyfiku, istniejącą w latach 1565–1899. Kolonia obejmowała Filipiny, Mariany i Karoliny oraz, przejściowo, Formozę i Moluki.

## Historia

### Koniec istnienia terytorium
Między innymi na tym obszarze toczyła się wojna amerykańsko-hiszpańska z 1898 roku. Po rewolucji filipińskiej w latach 1896–1898 powstała Pierwsza Republika Filipińska, która następnie w wyniku wojny filipińsko-amerykańskiej znalazła się pod okupacją amerykańską. W wyniku tej samej wojny pod administracją amerykańską w 1898 roku znalazła się również wyspa Guam. Pozostałe ziemie Hiszpańskich Indii Wschodnich sprzedano Cesarstwu Niemieckiemu na mocy specjalnego traktatu. Stały się one częścią Nowej Gwinei Niemieckiej.